# Жамбалова, Елена Александровна
Еле́на Алекса́ндровна Жамба́лова (при рождении Тито́ва; 22 сентября 1986, п. Балахта, Красноярский край, РСФСР, СССР — 19 июля 2025, Заиграевский район, Бурятия, Россия) — российская поэтесса и эссеистка.

## Биография
Родилась 22 сентября 1986 года в посёлке Балахта Красноярского края.
В 1998 году переехала в Бурятию. Окончила филологический факультет Бурятского государственного университета. Публиковалась в разных изданиях, в том числе в журналах «Байкал», «Сибирские огни», «Знамя», «Новая Юность», «Огни Кузбасса», в «Литературной газете».
Участник Совещания молодых писателей Урала, Сибири и Дальнего Востока (2015), Форума молодых писателей России, стран СНГ и зарубежья «Липки» (2016—2018).
Победитель в старшей возрастной группе Фестиваля поэзии «Весенняя Муза» (2014). Победитель в конкурсе творческих работ Международного фестиваля духовной и материальной культуры «Подношение десяти драгоценностей» (2014), посвящённого Хамбо ламе Итигэлову, в номинации «Лучшее эссе на русском языке». Лауреат конкурса «Стихи. Проза» в номинации «Поэзия» Литературного института имени А. М. Горького (2015). Лауреат премии «В поисках правды и справедливости» (2015) партии «Справедливая Россия». Полуфиналист «Филатов-Феста» (2016). Победитель Всероссийского фестиваля поэзии имени А. Бельмасова (2017). Лауреат литературной премии «Лицей» имени А. С. Пушкина (2018). Обладатель звания «Лидер культуры (2018)» от Министерства культуры Бурятии.
Творческий метод Елены Жамбаловой объединил силлабо-тонику и верлибр. По собственному признанию, поэтический текст для неё — это «способ прожить эмоцию, но через слово она становится не только твоей. Слово ведёт само, образ цепляется за образ, и то, что сначала стало поводом сесть и писать, может, вообще не отразится в стихотворении, это как искра, а у пламени поэзии потом уже свой собственный путь».
Мать четверых детей. Последние годы жила в селе Эрхирик Заиграевского района Бурятии. В 2021 году вела там школу поэзии «ENTER».
Умерла 19 июля 2025 года на 39-м году жизни в Заиграевском районе Республики Бурятия. Причиной смерти стала остановка сердца.

## Критика
- Сергей Алиханов: «Поэзия Елены Жамбаловой — воплощённое единство постижения, чувствования и слова. Эмоциональная напряженность, современная фокусирующая лексика и синтаксис, ирония и самоирония создают своеобразную, узнаваемую, присущую Жамбаловой звукопись и просодию»[15].
- Евгений Никитин: «Если суммировать одним словом ощущение от чтения, то я бы воспользовался словом „свежесть“. Ближайшие поэтические родственники этих текстов — Дмитрий Александрович Пригов и Таня Скарынкина, и можно наблюдать, как они ненадолго заглядывают в гости и по-английски уходят, уступая место какому-то другому, немного страшному мотивчику»[16].
- Яна-Мария Курмангалина: «Елена Жамбалова — поэт со своим голосом. Живой слог, живые эмоции вкупе с визуальными образами создают тот самый эффект присутствия, который подвластен далеко не всем. Её стихи теплокровны. Они идут из самой жизни, восходят из повседневности. Автор подмечает каждую деталь, даже самую мелкую, незаметную обычному взгляду»[17].
- Ольга Аникина: «Язык Жамбаловой, с одной стороны, не боится внезапно выплывающих просторечий — а с другой стороны, подобные просторечия лишены нарочитой искусственности, их нельзя назвать „приёмом“. Напротив, все эти якобы неправильные словечки начинают играть положенную им роль „чужого слова“, запинаясь о которое, читатель с ещё большей силой втягивается в стихотворение»[18].